# Nullum crimen, nulla poena sine culpa
Nullum crimen, nulla poena sine culpa (alla lettera nessun reato, nessuna pena senza colpa) è la locuzione latina che prefigura il principio di colpevolezza ed in particolare il principio della personalità della responsabilità penale.

## Affermazione nella storia del diritto
Trattandosi di un principio fondamentale del costituzionalismo moderno, è ora accolto, sia pure con connotazioni diverse, dalla generalità degli ordinamenti giuridici degli stati di diritto. 
In altre culture e in altri tempi vigeva invece il principio della responsabilità collettiva.
La punizione collettiva di una intera categoria di persone è oggi una misura in contrasto con gli articoli 6, 7, 13 e 14 della Convenzione europea dei diritti dell'uomo e con l'articolo 1 del primo Protocollo addizionale. Il sistema CEDU nacque anche in reazione alla dottrina tedesca che, sotto il nazismo, puniva la cosiddetta colpa d’autore o colpa per il modo d’essere (Taterschuld). Tale concezione si basa sull’idea che è soggetto a punizione non tanto il fatto commesso, sebbene contrario a norme penali, quanto piuttosto il modo d’essere dell’agente. L’oggetto del rimprovero di colpevolezza consiste, così, nell’aver plasmato la propria vita in modo da acquisire una personalità delinquenziale: il fatto tipico commesso degrada a mero sintomo di una tale personalità che rappresenta il vero oggetto del rimprovero e l’obiettivo reale della punizione.

## Nella Costituzione italiana
Nel diritto italiano esso ha rango di norma costituzionale: l'art. 27, comma 1°, della Costituzione stabilisce che La responsabilità penale è personale; ciò vuol dire che non è possibile la sostituzione della persona che deve rispondere di un illecito penale.
Secondo la disamina effettuata dalla Corte costituzionale, nei lavori preparatori si sostenne "che non si doveva dimenticare che, in occasione di attentati alla vita di Mussolini, si erano perseguiti i familiari dell'attentatore od i componenti dei circoli politici a cui era affiliata la persona che aveva consumato l'attentato e che, pertanto, la norma andava mantenuta. Da ciò si desume da un canto che il termine fatto (altrui) venne usato, da chi sosteneva la motivazione politica dell'attuale primo comma dell'art. 27 Cost., come comprensivo dell'elemento subiettivo (attentare alla vita di Mussolini è agire colpevolmente) e dall'altro che tal motivazione tendeva (dichiarata per l'avvenire l'illegittimità costituzionale di sanzioni collettive) a non far ricadere su innocenti "colpe" altrui. L'intervento successivo a quello del presidente della prima sottocommissione è oltremodo eloquente in proposito: "... Proprio in questi ultimi tempi si sono viste delle persone pagare con la vita colpe che non avevano assolutamente commesso". La motivazione politica della norma è, dunque, quella d'impedire che "colpe altrui" ricadano su chi è estraneo alle medesime".

## I principi fondamentali delDiritto penale
Il principio di colpevolezza espresso dalla frase latina nullum crimen, nulla poena sine culpa (nessun reato senza colpa) si affianca ad altri tre principi fondamentali che regolano il diritto penale:
- Principio di legalità nullum crimen, nulla poena sine praevia lege poenali e suoi sotto principi:
  - principio di tassatività o sufficiente determinatezza della fattispecie penale.
  - principio di irretroattività della legge penale.
  - il divieto di interpretazione analogica.
- Principio di materialità cogitationis poenam nemo patitur (nessuno può subire una pena per i suoi pensieri)
- Principio di offensività nullum crimen sine iniuria (nessun reato senza antigiuridicità)